# Punta della Rossa
La Punta della Rossa (anche nota come Rothorn) è una montagna delle Alpi alta 2888 s.l.m.. È una delle maggiori cime delle Alpi Lepontine.

## Descrizione

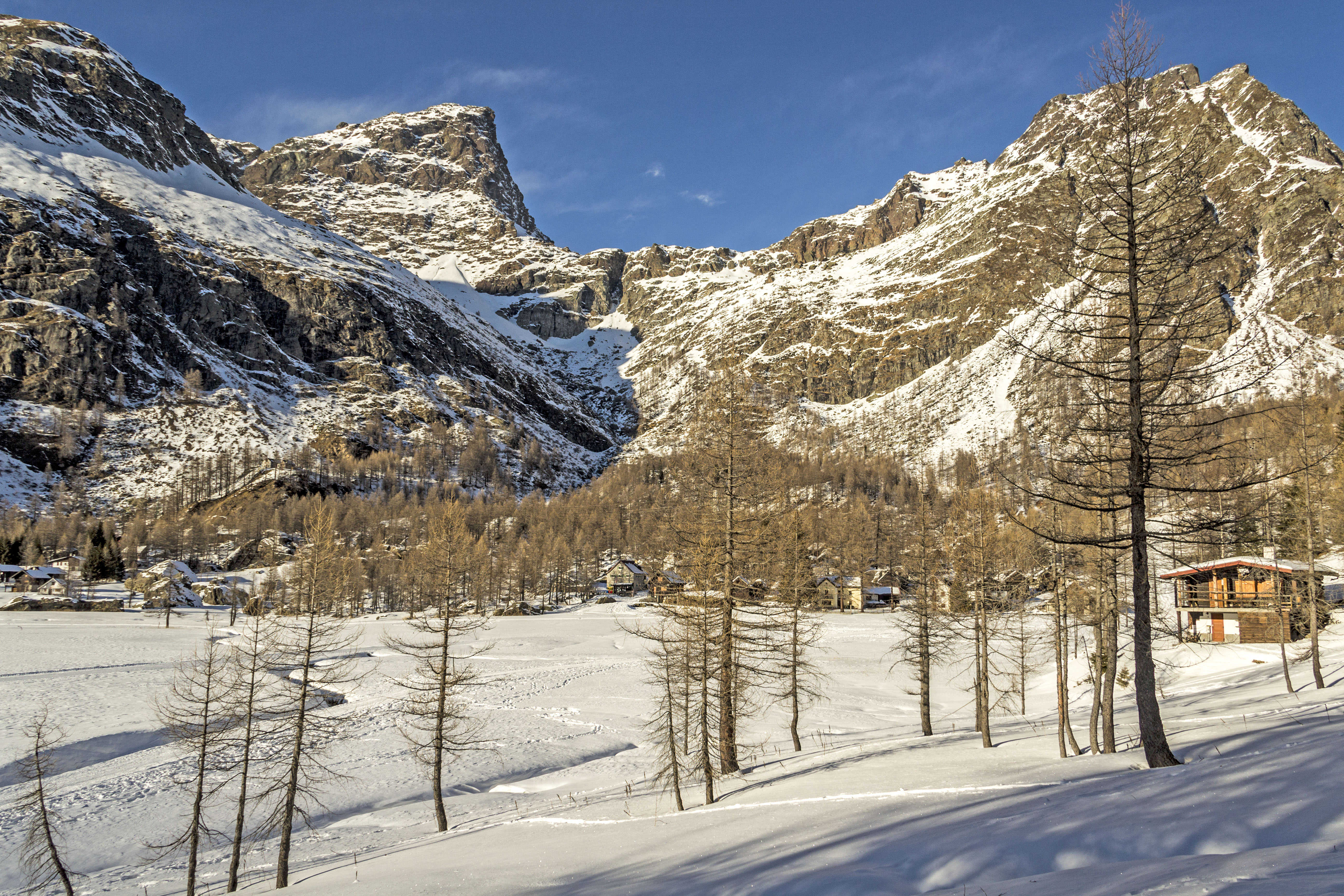
A sinistra la Punta della Rossa, a destra il Pizzo Crampiolo

Si trova nella Valle del Devero collocata tra il Monte Cervandone e il Pizzo Crampiolo. L'accesso alla vetta si trova sui Piani della Rossa, sopra l'Alpe Devero.